# Malteismo
(Mark Twain, Lettere dalla Terra)
Il misoteismo, o malteismo, è la credenza che Dio sia un essere crudele, arrogante, invadente e bugiardo che non merita di essere venerato. Il problema del male non dimostra a un malteista l'inesistenza di Dio, ma la sua malvagità.

## Descrizione
Il malteismo è l'esatto contrario della teofilia, un'espressione che ingloba tutti i sistemi religiosi che credono nella bontà di Dio. Bisogna fare una distinzione tra i termini "teista" e "teofilo". I teisti credono nell'esistenza di Dio, senza nessun giudizio sulla sua bontà, i malteisti sono quindi teisti. I teofili sono teisti che credono che Dio sia buono, quelli che (etimologicamente) amano Dio. Precisando ulteriormente, quelli che sono d'accordo con i malteisti che Dio non sia buono, e quelli a cui non importa se le sue azioni possono classificarsi come buone, però le amano ugualmente, forse per paura, forse per una ricompensa divina, si possono classificare come teisti. La questione è che non tutti i "teisti" amano Dio, il termine "teofilo" distingue chiaramente chi lo ama da chi non lo ama. C'è chi abbraccia questa credenza per qualche delusione "religiosa" avuta in passato.
I malteisti credono che Dio dipenda dalla venerazione e dalla adorazione delle persone che credono nella sua esistenza. I malteisti si aspettano che privandolo di questa venerazione umana, Dio cada in uno stato di decadimento che successivamente ne causerebbe la morte, lasciando il mondo in una situazione migliore di quella precedente. Il malteismo cerca di animare le persone di tutte le religioni teofile a vedere Dio come un essere crudele e dipendente, a smettere di adorarlo, e quindi conseguire l'autentica libertà dell'umanità. Se Dio è malvagio, come dicono i malteisti, se il suo scopo non è il bene dell'umanità ma la sua personale gloria, adorare un Dio malvagio è un atto di tradimento verso l'umanità, che alimenta la forza che schiavizza le persone, anche se questo può comportare un beneficio a breve termine per coloro che lo adorano.
Il malteismo è stato molte volte paragonato al satanismo, dato che anch'esso propone la ribellione contro Dio, e con alcune correnti dello gnosticismo, che sostengono che il Dio che molti venerano sia in realtà malvagio e tirannico ma non sia il Dio finale. Anche se il malteismo ha aspetti comuni con queste due credenze, in realtà è molto distinto da esse, poiché non è specificato se il malteismo consideri maligno solo il dio attuale o qualsiasi entità a cui l'uomo demandi autorità (nella cui categoria potrebbe ricadere lo stesso Satana dei Satanisti), e dall'altra parte, molte correnti del Satanismo dipingono Satana come un essere benefico, di cui l'umanità non può né dovrebbe fare a meno. Respingendo l'ateismo, tali satanisti rappresenterebbero paradossalmente una forma di teofilia (Dio è buono) solo rivolta a Satana invece che al dio tradizionale.
Inoltre il malteismo distingue Dio dai comportamenti che i teofili gli ascrivono: un malteista può odiare Dio ed essere comunque un membro eccelso della comunità, addirittura coltivando valori "cristiani", sebbene di derivazione umanista piuttosto che religiosa. Il satanismo al contrario incoraggia le persone ad esplorare se stesse oltre ogni confine rappresentato dalla religione cristiana, incluso in certi casi quello del rispetto di sé o degli altri, mentre il malteismo non sente nessuna necessità di schierarsi contro la società, ma solo di denunciare la (ipotetica) natura malevola di Dio.
Al misoteismo è collegato, oltre che lo gnosticismo dualista, anche il disteismo, dove Dio non è né buono né cattivo, ma alterna i due comportamenti all'indifferenza.
Il guru induista Vivekananda ha descritto il misoteismo come una conseguenza inevitabile delle premesse del teismo occidentale in assenza di credenza nel karma e nella reincarnazione.

## Nella filosofia e nella letteratura
Numerosi racconti della mitologia greca e il libro di Giobbe sono i primi testi a trattare il tema. Diversi autori o filosofi, sia credenti nella religione che atei, hanno espresso elementi di misoteismo, anche non aderendo completamente, o solo come ipotesi di possibile teismo razionale che risolva il problema del male, o come artificio filosofico, come nell'antiteismo, oppure aderendo al disteismo e allo gnosticismo.
Tra essi: Charles Baudelaire, Eschilo, Euripide, Sofocle, Lucano, Howard Phillips Lovecraft, Carl Gustav Jung, Paul Henri Thiry d'Holbach, Mark Twain, Michail Bakunin, Fëdor Dostoevskij, il Marchese de Sade, Emil Cioran, Giacomo Leopardi, Arthur Schopenhauer, Albert Caraco, Elie Wiesel, Rebecca West, Stephen King, Philip Pullman, Peter Shaffer, Emily Dickinson, Mario Rapisardi, Giosuè Carducci, Emily Brontë, Vladimir Nabokov, Percy Shelley, Lord Byron, Annie Besant, Albert Camus, Robert Sternberg, Max Stirner, Friedrich Nietzsche, Vittorio Alfieri, Pierre-Joseph Proudhon, Algernon Swinburne, Gabriel García Márquez, Douglas Adams, Victor Hugo, Alphonse de Lamartine, Paul Erdős, Anatole France.

## Filmografia
- Matar a Dios di Caye Casas e Albert Pintó, 2018

## Musica
(Roberto "Freak" Antoni, Non c'è gusto in Italia ad essere intelligenti)
Misotheism è un album del 2008 della band belga black metal Gorath.
Il sentimento disteistico si è fatto strada anche nella musica popolare, manifestandosi in canzoni controverse come Dear God degli XTC (scritta da Andy Partridge e poi interpretata anche da Sarah McLachlan), Blasphemous Rumours dei Depeche Mode (scritto da Martin L. Gore), che racconta la storia di un adolescente che ha tentato il suicidio, è sopravvissuto e ha abbandonato la sua vita Dio, solo per essere investito da un'auto, rimanere in vita e alla fine morire. Gran parte del lavoro di Gary Numan, in particolare l'album "Exile", è carico di temi misoteistici.
La produzione del cantautore/compositore premio Oscar Randy Newman include anche diverse canzoni che esprimono sentimenti disteistici, tra cui l'ironica "He Gives Us All His Love" e la più apertamente malteistica "God's Song (That's Why I Love Mankind)", entrambi dal suo acclamato album del 1972 Sail Away. In quest'ultima canzone, Newman lamenta l'inutilità di trattare con Dio, il cui atteggiamento verso l'umanità vede come disprezzo e crudeltà.
La canzone "God Made" di Andrew Jackson Jihad propone il disteismo e ha un odio implicito per Dio. Più specificamente, la loro canzone "Be Afraid of Jesus" parla di un Cristo vendicativo, anche se potrebbe essere una critica all'incitamento all'odio fondamentalista.
"God Am" degli Alice in Chains dal loro album omonimo contiene molti temi misoteistici sull'apatia percepita di Dio verso il male in questo mondo.
"Godwhacker" di Steely Dan dal loro album Everything Must Go sviluppato da un frontman lirico che Donald Fagen ha scritto pochi giorni dopo il suo la madre è morta di Alzheimer. "Si tratta di una squadra d'élite di assassini il cui unico compito è trovare una via per il paradiso ed eliminare Dio", spiegò in seguito. "Se la Divinità esistesse davvero, quale persona sana di mente non considererebbe questo un omicidio giustificabile?"
Nella canzone "Terrible Lie" dei Nine Inch Nails, Trent Reznor esprime rabbia, confusione e tristezza verso Dio e il mondo da lui creato.
"Judith" degli A Perfect Circle è una canzone satirica che attribuisce la colpa a Dio per la malattia della madre del cantante, Judith. Nonostante le sue condizioni in peggioramento, Judith non si chiede mai perché si è trovata in quella situazione difficile, ma continua invece a lodare e adorare Dio. Suo figlio si prende gioco di Dio con rabbia e presenta argomenti sul motivo per cui non dovrebbe soffrire.
"The Fight Song" di Marilyn Manson, "Say 10" e altri hanno temi misoteistici diretti e indiretti.
I gruppi americani death metal Deicide e Morbid Angel basano gran parte dei loro testi sul misoteismo nel nome e nel concetto. Molte band del genere black metal, come Mayhem, Emperor, Gorgoroth e Darkthrone esprimono un misoteismo estremo nei loro testi.
Il misoteismo si trova anche in alcune canzoni di Diamanda Galas.
Il tema si ritrova anche nella canzone Un blasfemo di Fabrizio De André, Portatemi Dio di Vasco Rossi, Libera nos Domine di Francesco Guccini, Bastonaci Signore di Simone Cristicchi.